# Premio Nacional de Literatura de Cuba
Premio Nacional de Literatura de Cuba (Narodowa Nagroda Literacka) – kubańska nagroda literacka
Nagroda została ustanowiona w 1982 roku przez kubańskie ministerstwo kultury (Ministerio de Cultura) i przyznawana corocznie "twórcom, którzy wzbogacili dziedzictwo literatury Kuby".  

## Laureaci nagrody
- 1983 Nicolás Guillén
- 1984 José Zacarías Tallet(inne języki)
- 1985 Félix Pita Rodríguez(inne języki)
- 1986 Eliseo Diego(inne języki), José Soler Puig(inne języki), José Antonio Portuondo(inne języki)
- 1987 Dulce María Loynaz
- 1988 Cintio Vitier(inne języki), Dora Alonso(inne języki)
- 1989 Roberto Fernández Retamar(inne języki)
- 1990 Fina García Marruz(inne języki)
- 1991 Ángel Augier(inne języki)
- 1992 Abelardo Estorino(inne języki)
- 1993 Francisco de Oraá(inne języki)
- 1994 Miguel Barnet
- 1995 Jesús Orta Ruiz(inne języki)
- 1996 Pablo Armando Fernández(inne języki)
- 1997 Carilda Oliver Labra(inne języki)
- 1998 Roberto Friol(inne języki)
- 1999 César López(inne języki)
- 2000 Antón Arrufat(inne języki)
- 2001 Nancy Morejón(inne języki)
- 2002 Lisandro Otero(inne języki)
- 2003 Reynaldo González
- 2004 Jaime Sarusky(inne języki)
- 2005 Graziella Pogolotti(inne języki)
- 2006 Leonardo Acosta
- 2007 Humberto Arenal(inne języki)
- 2008 Luis Marré(inne języki)
- 2009 Ambrosio Fornet(inne języki)
- 2010 Daniel Chavarría(inne języki)
- 2011 Nersys Felipe Herrera(inne języki)
- 2012 Leonardo Padura Fuentes
- 2013 Reina María Rodríguez(inne języki)
- 2014 Eduardo Rafael Heras León(inne języki)
- 2015 Rogelio Martínez Furé(inne języki)
- 2016: Margarita Mateo(inne języki)
- 2017: Luis Álvarez Álvarez
- 2018: Mirta Yáñez(inne języki)
- 2019: Lina de Feria
- 2020: Eugenio Hernández Espinosa

## Źródła
- Laureaci nagrody. cubaliteraria.cu. [zarchiwizowane z tego adresu (2015-09-22)].
- Opis nagrody w encyklopedii EcuRed